# Кечеджи, Александр Игоревич
Алекса́ндр И́горевич Кечеджи (укр. Олександр Ігорович Кечеджі; 4 ноября 1989, Старый Крым, Донецкая область) — украинский футболист, нападающий. Последний клуб — «Ильичёвец».

## Биография

### Клубная карьера
В ДЮФЛ выступал за ДЮФА ВАТ ЭМЗ и СДЮШОР «Космос» (Запорожье). В 2005 году перешёл в мариупольский «Ильичёвец». В Премьер-лиге дебютировал 2 мая 2009 года в матче против одесского «Черноморца» (3:2).

### Карьера в сборной
Сыграл один матч 19 ноября 2004 года за юношескую сборную Украины для игроков до 17 лет против Белоруссии.

## Статистика
| Сезон   | Клуб        | Лига         | Чемпионат | Чемпионат | Кубок | Кубок | Дубль | Дубль |
| Сезон   | Клуб        | Лига         | Игры      | Голы      | Игры  | Голы  | Игры  | Голы  |
| ------- | ----------- | ------------ | --------- | --------- | ----- | ----- | ----- | ----- |
| 2004/05 | Ильичёвец-2 | Вторая лига  | 1         | 0         | —     | —     | —     | —     |
| 2004/05 | Ильичёвец   | Высшая лига  | 0         | 0         | 0     | 0     | 1     | 0     |
| 2005/06 | Ильичёвец-2 | Вторая лига  | 7         | 1         | —     | —     | —     | —     |
| 2005/06 | Ильичёвец   | Высшая лига  | 0         | 0         | 0     | 0     | 4     | 0     |
| 2006/07 | Ильичёвец-2 | Вторая лига  | 22        | 2         | —     | —     | —     | —     |
| 2006/07 | Ильичёвец   | Высшая лига  | 0         | 0         | 0     | 0     | 24    | 3     |
| 2007/08 | Ильичёвец-2 | Вторая лига  | 19        | 0         | —     | —     | —     | —     |
| 2008/09 | Ильичёвец-2 | Вторая лига  | 20        | 2         | —     | —     | —     | —     |
| 2008/09 | Ильичёвец   | Премьер-лига | 4         | 0         | 0     | 0     | 8     | 2     |
| 2009/10 | Ильичёвец   | Премьер-лига | 0         | 0         | 0     | 0     | 4     | 0     |